# Spoorlijn Saintes - Royan
De spoorlijn Saintes - Royan is een Franse spoorlijn van Saintes naar Royan. De lijn is 36,9 km lang en heeft als lijnnummer 544 000.

## Geschiedenis
Het gedeelte tussen Saujon en Royan werd geopend door de Compagnie du chemin de fer de la Seudre op 29 augustus 1875. Op 1 juli 1912 werd de lijn voltooid na de opening van het gedeelte tussen Saintes en Saujon door de Administration des chemins de fer de l'État.

## Treindiensten
De SNCF verzorgt het personenvervoer op dit traject met TER-treinen.
| Serie | Treinsoort | Route                                                                                               | Bijzonderheden |
| ----- | ---------- | --------------------------------------------------------------------------------------------------- | -------------- |
| D 17  | TER (SNCF) | Niort – Saintes – Royan                                                                             |                |
| L 16  | TER (SNCF) | Angoulême – Cognac – Saintes – [ Rochefort – La Rochelle – La Rochelle Porte Dauphine ] / [ Royan ] |                |
| L 17  | TER (SNCF) | Niort – Saintes – Royan                                                                             |                |

## Aansluitingen
In de volgende plaatsen is of was er een aansluiting op de volgende spoorlijnen:
Saintes
RFN 500 000, spoorlijn tussen Chartres en Bordeaux-Saint-Jean
RFN 530 000, spoorlijn tussen Nantes en Saintes
Saujon
RFN 545 000, spoorlijn tussen Saujon en La Grève
RFN 546 000, spoorlijn tussen Pons en Saujon

## Galerij

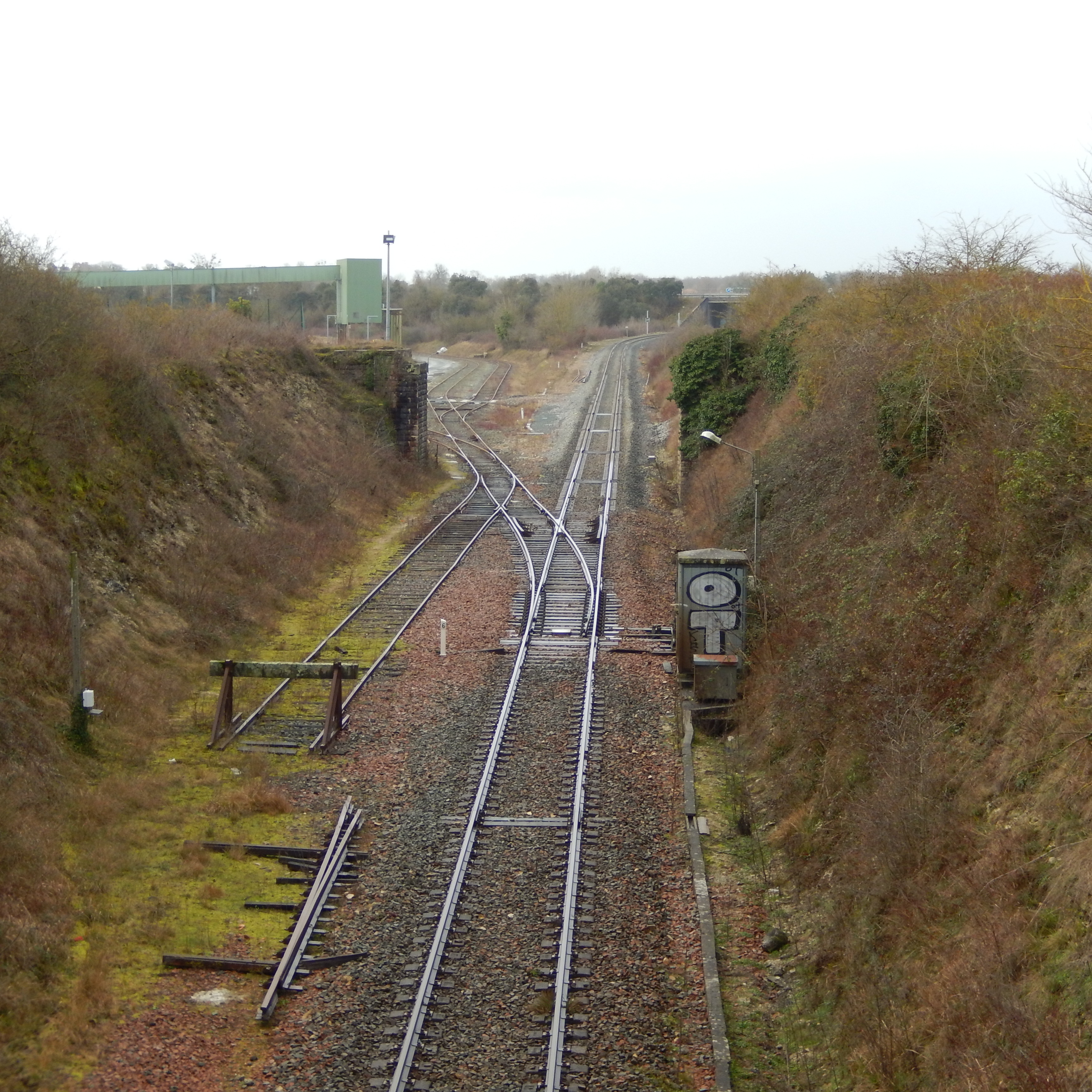
De lijn bij Saintes
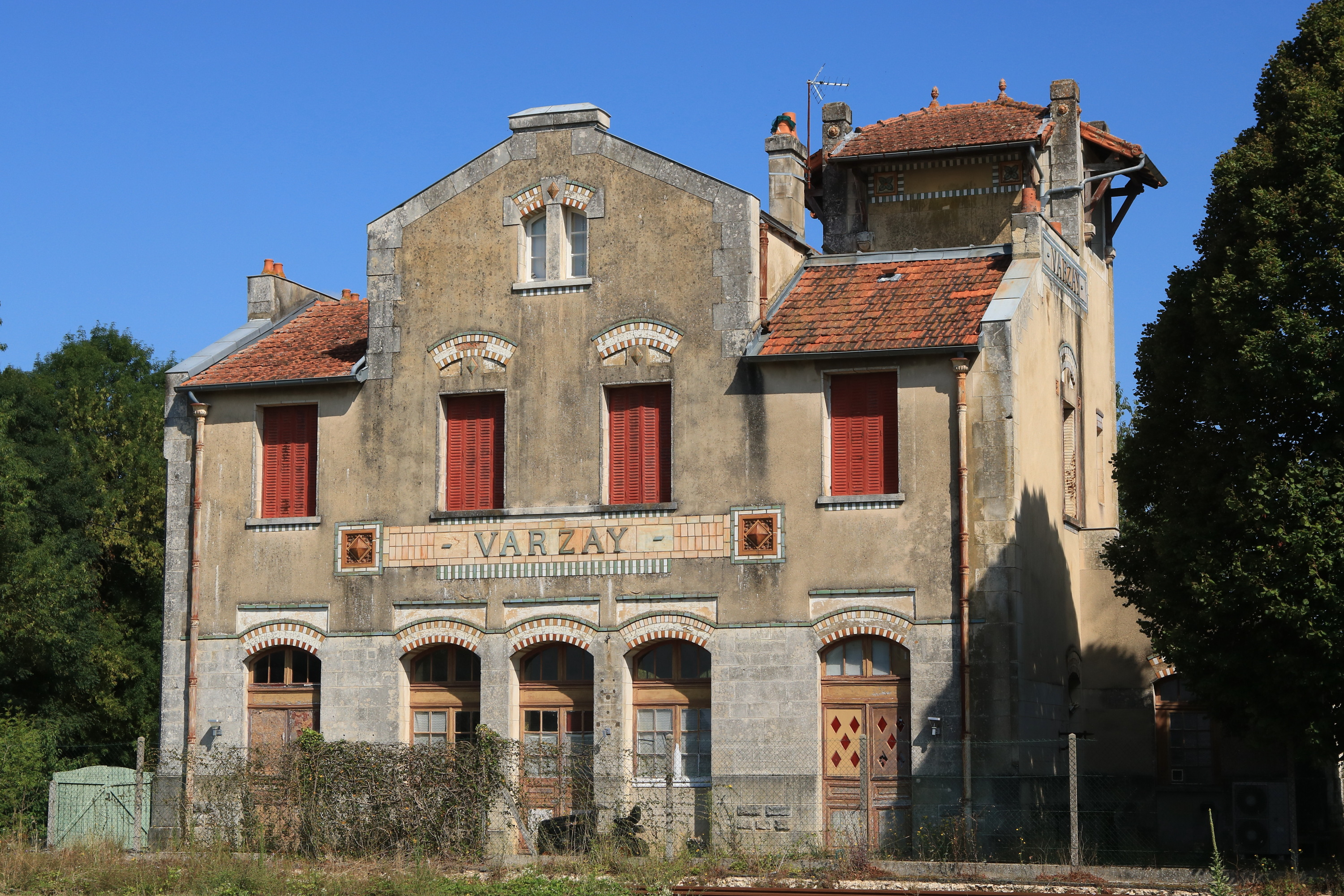
Voormalig station van Varzay
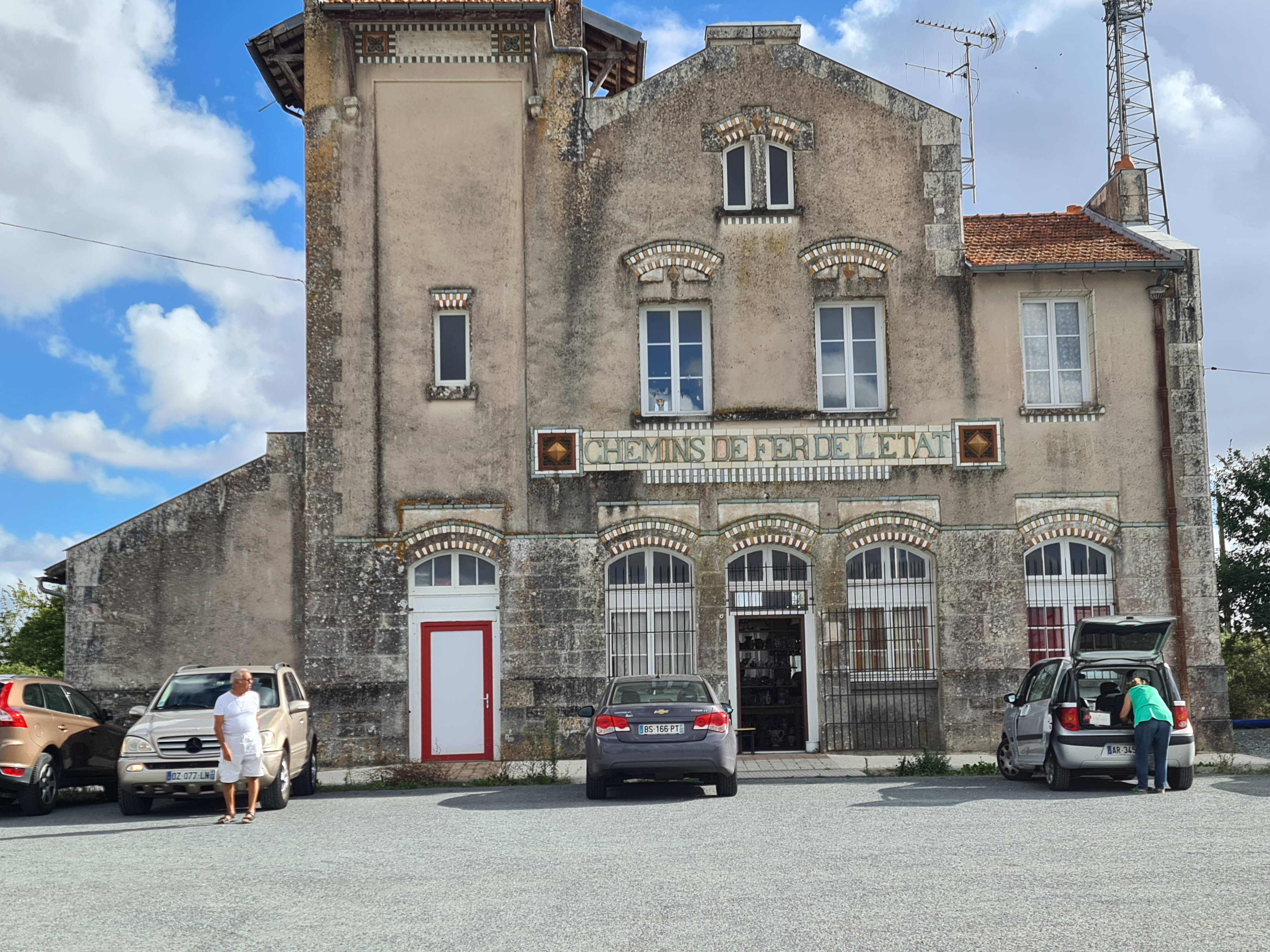
Voormalig station van Saint-Romain-de-Benet
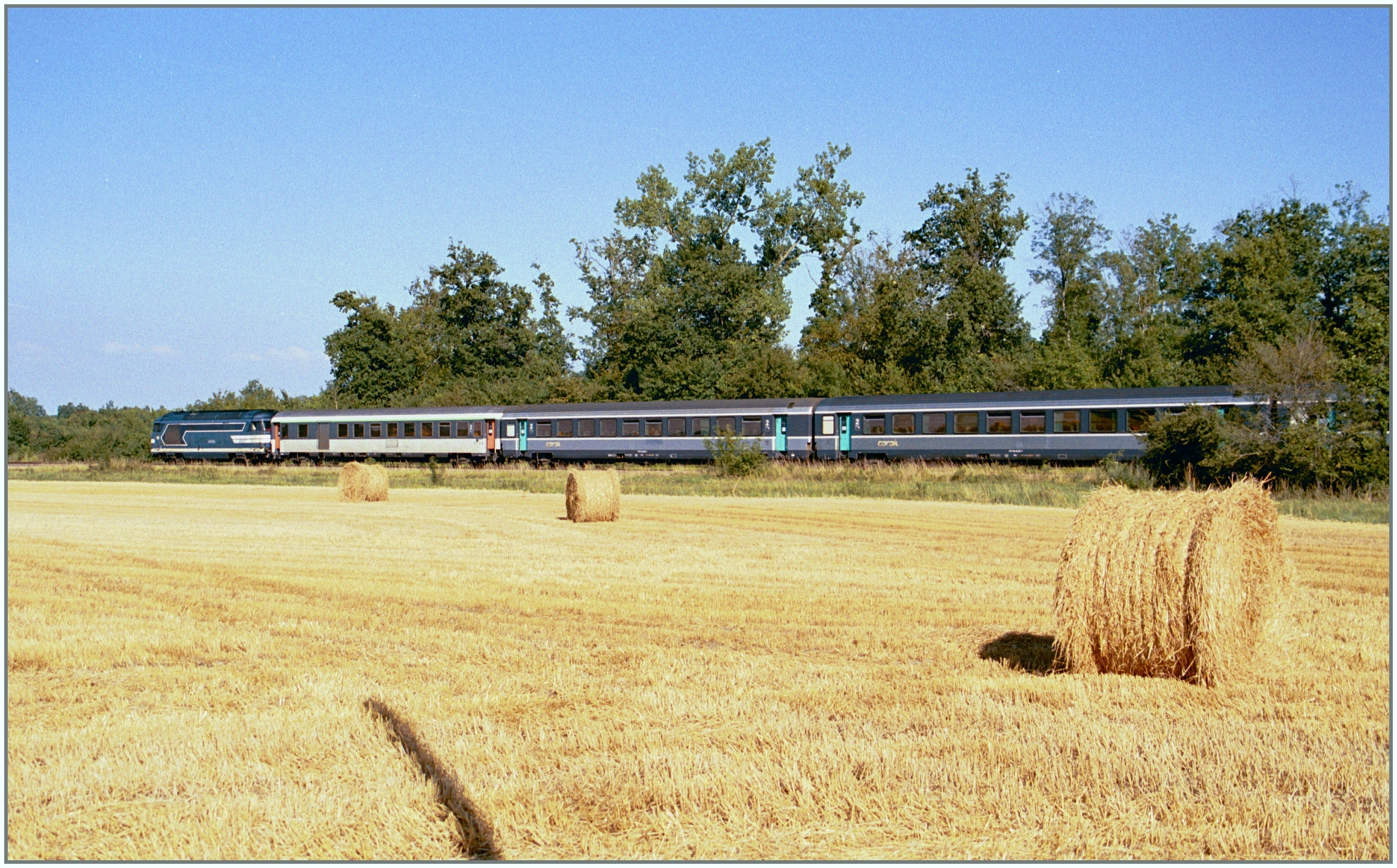
Directe trein tussen Parijs en Royan bij Saujon in 2003